# Leonard Bacon
Leonard Bacon (1887-1954) fue un poeta, crítico y escritor estadounidense.
Amigo del escritor Sinclair Lewis, fue autor de obras como Ulug Beg (Alfred A. Knopf, 1923), firmada con el pseudónimo «Autolycus»; Ph.D.'s: Male and Female Created He Them (Harper & Brothers, 1925); Animula Vagula (Harper & Brothers, 1926); Guinea-Fowl and Other Poultry (Harper & Bros, 1927); The Legend of Quincibald (Harper & Bros, 1928); Lost Buffalo, and Other Poems (Harper & Brothers, 1930); The Furioso (Harper & Brothers, 1932), una biografía del italiano Gabriele D'Annunzio; Dream and Action (Harper & Bros, 1934); The Goose on the Capitol (Harper & Bros, 1936); Rhyme and Punishment (Farrar & Rinehart, 1936); Bullinger Bound and Other Poems (Harper & Brothers, 1938); Semi-Centennial (Harper & Brothers, 1939), su autobiografía; o Sunderland Capture, and Other Poems (Harper & Bros, 1941), con la que obtuvo el Premio Pulitzer de Poesía; o Day of Fire (Oxford University Press, 1943); entre otras. Fue miembro de la Academia Estadounidense de las Artes y las Ciencias.